# Torneo de Osaka 2014
El HP Japan Women's Open Tennis 2014 es un torneo de tenis femenino que se juega en pistas cubiertas duras patrocinados por Hewlett-Packard. Es la quinta edición de la HP Ope , y parte de los torneos internacionales WTA de la WTA Tour 2013. Se llevará a cabo en Osaka, Japón, del 6 de octubre el 12 de octubre de 2014.

## Cabezas de serie

### Individual Femenino
| Tenista          | Ranking | Preclasificada |
| Samantha Stosur  | 21      | 1              |
| Madison Keys     | 32      | 2              |
| Elina Svitolina  | 33      | 3              |
| Coco Vandeweghe  | 38      | 4              |
| Zarina Diyas     | 39      | 5              |
| Heather Watson   | 47      | 6              |
| Christina McHale | 52      | 7              |
| Lauren Davis     | 55      | 8              |

### Dobles femeninos
| Tenista                               | Ranking | Preclasificada |
| Raquel Kops-Jones Abigail Spears      | 22      | 1              |
| Kimiko Date-Krumm Kristina Mladenovic | 48      | 2              |
| Chan Hao-ching Chan Yung-jan          | 59      | 3              |
| Darija Jurak Megan Moulton-Levy       | 114     | 4              |

## Campeonas

### Individual femenino
Samantha Stosur venció a  Zarina Diyas por 7-6(7), 6-3

### Dobles femenino
Shuko Aoyama /  Renata Voráčová vencieron a  Lara Arruabarrena /  Tatjana Maria por 6-1, 6-2